# Кухня Сейшельських Островів

Сейшельські Острови на мапі Африки

Сейшельська кухня - це кухня Сейшельських островів, країни-архіпелагу, що складається з 115 островів. Риба відіграє важливу роль у кухні країни через розташування країни в Індійському океані. На кухню Сейшельських Островів вплинули африканська, британська, французька, іспанська, індійська та кухня Китаю кухні.
Використання таких спецій, як імбир, лемонграс, коріандр і тамаринд, є важливим компонентом сейшельської кухні. Свіжа риба та фрукти продаються вуличними торговцями у різних місцях.

## Поширені продукти та страви

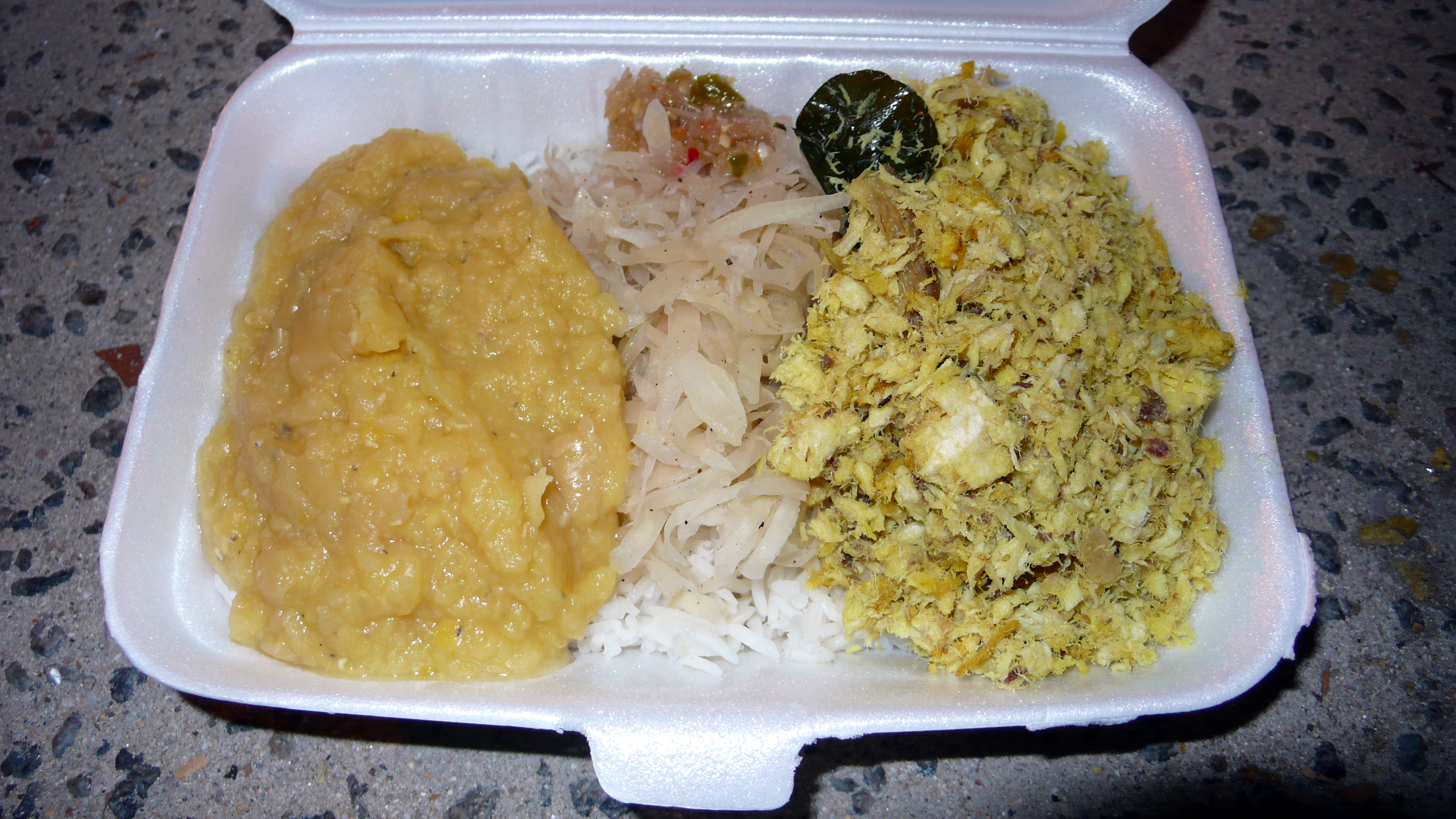
Акулячий чатні (праворуч) із сочевицею та подрібненою зеленою папаєю на рисі на ринку на Мае, Сейшельські Острови

Основними продуктами харчування є страви з риби, морепродуктів та молюсків, часто в поєднанні з рисом. Рибні страви готуються декількома способами: на пару, на грилі, загорнуті в бананове листя, запечені, солоні та копчені. Карі також є важливою складовою кухні країни.
До основних продуктів харчування відносяться акула, плоди хлібного дерева, манго та риба.

### Основні страви
- Страви з курки, наприклад, куряче карі з кокосовим молоком[3].
- Кокосове карі[3].
- Дал (сочевиця)[2].
- Ребне карі[3].
- Рис із шафраном[2].
- Свіжі тропічні фрукти[1][6].
- Ладоб[7].
- Акулячий чатні[7].
- Овочі[3][6].

## Делікатеси та фірмові страви
- Буйон — рибний суп із зеленню[3].
- Бурзва гріє — червоний луціан на грилі[3].
- Пудинг з маніоки[2].
- Сатіні Рекен — акулячий чатні[3].
- Криланові вважаються делікатесом[3].
- Кат-кат банан — зелені банани та риба, приготовані в кокосовому молоці[3].
- Салат «Пальміс» — салат з кокосової пальми[3].

## Напої
Кокосова вода та свіжі соки - одні з напоїв сейшельської кухні. Серед алкогольних напоїв - пальмове вино калу, ром бакка і сорти пива, що виробляються в країні, такі як Сейбрю та Еку. Вино можна придбати у більшості ресторанів Сейшельських островів.

## Харчова промисловість
Переробний завод компанії Indian Ocean Tuna - один з найбільших консервних заводів з виробництва тунцю в світі. Він розташований в місті Вікторія, столиці Сейшельських островів.